# Largus convivus
Largus convivus är en insektsart som beskrevs av Carl Stål 1861. Largus convivus ingår i släktet Largus och familjen Largidae. Inga underarter finns listade i Catalogue of Life.